# Bussunda
Cláudio Besserman Vianna (Rio de Janeiro, 25 de junho de 1962 – Vaterstetten, 17 de junho de 2006), mais conhecido como Bussunda, foi um humorista brasileiro, membro do grupo Casseta & Planeta. Também era ator, jornalista, escritor, cronista esportivo, editor de revista e dublador.
Bussunda afirmava que o humor o havia salvado, consolidando no grupo Casseta & Planeta uma carreira na emissora TV Globo. Além do bom humor, uma de suas fortes características era zombar do próprio fato de ser comilão, o que o levava a imitar personagens com semelhante qualidade.
Com os mesmos companheiros de televisão escreveu onze livros, lançou três discos, encenou uma peça de teatro e protagonizou um filme em 2003, A Taça do Mundo é Nossa (com um segundo, Seus Problemas Acabaram, lançado em 2006 postumamente). Ainda no cinema, fez uma participação especial no filme Como Ser Solteiro e dublou o personagem principal da animação Shrek nos dois primeiros filmes, tendo falecido um ano antes do terceiro filme da saga, em 17 de junho de 2006, na Alemanha, enquanto realizava a cobertura da Copa do Mundo FIFA.

## Biografia

### Início de vida
Cláudio Besserman Vianna nasceu no Rio de Janeiro, filho do cirurgião Luís Guilherme Vianna e da psicanalista Helena Besserman Vianna, e irmão de Marcos, que virou médico e pesquisador da Fundação Oswaldo Cruz, e Sérgio, economista que foi presidente do IBGE (por isso às vezes o IBGE era chamado, no programa humorístico Casseta & Planeta, do qual Bussunda participava, de "Instituto do Irmão do Bussunda"). Era torcedor do Flamengo. Foi militante do Partido Comunista Brasileiro (PCB).

#### Surgimento do apelido
Em sua adolescência, na colônia de férias Kinderland, foi apelidado de "Besserman Sujismundo" pelos seus colegas por não gostar de tomar banho; o nome foi contraído para "Bessermundo", e mais tarde, "Bussunda". O próprio Bussunda apresentava uma versão diferente para a origem do seu apelido, dizia que era a mistura "das duas coisas que eu mais gosto — aquela que começa com "Bus" e aquela que termina com "unda".

### Carreira
Bussunda não tinha interesse pelos estudos. Quando adolescente, chegou a ser reprovado com nota zero em todas as matérias. Ainda assim, no vestibular ficou em penúltimo lugar para o segundo semestre do curso de comunicação social da Universidade Federal do Rio de Janeiro em 1981. Como ele mesmo disse:
| “ | Na faculdade pública, meus pais não podiam reclamar que pagavam mensalidade, e a faculdade ajudava no meu projeto de vida de não fazer nada. Não me formei, mas foram ótimos anos. | ” |

Na faculdade, onde conheceu a futura esposa Angélica, manteve-se improdutivo e avesso aos estudos, chegando a entrar para o centro acadêmico apenas para ter uma desculpa para se manter fora das aulas, e saiu da UFRJ em 1985 sem se formar.
Ele começou sua carreira em 1980 trabalhando como redator do jornal humorístico Casseta Popular. Fundado por um ex-colega no Colégio Aplicação, Marcelo Madureira, junto de Beto Silva e Hélio de la Peña em 1978, o jornal fez sucesso no início da década de 1980 ao combinar o humor escrachado com a crítica política e de comportamento, e mais tarde também deu origem a uma revista homônima para se distanciar do mais bem-sucedido tabloide O Planeta Diário, com o qual a Casseta também colaborava. O trabalho levou Bussunda a sair da casa dos pais e se mudar junto com Cláudio Manoel para o apartamento de Beto Silva, que podia abrigar ambos com seu salário na Price Waterhouse.
Na década de 1980, Bussunda inicia suas participações na TV, primeiro como apresentador do programa adolescente de debates Cabeça Feita (TVE Brasil). Em 1988, foi junto dos membros da Casseta e Planeta para a redação do programa da TV Globo TV Pirata, que incluía em seu elenco Débora Bloch, uma amiga de infância de Bussunda. Ainda em 1988, Bussunda se tornou destaque natural do show Eu vou tirar você desse lugar, início da parceria musical da Casseta Popular com o Planeta Diário (mais tarde, Banda Casseta & Planeta). A parceria se estenderia aos programas Doris para Maiores (1991) e Casseta e Planeta Urgente (1992 em diante).
Desde 1992, era um dos protagonistas do programa humorístico Casseta e Planeta Urgente, exibido pela Rede Globo. Mesmo após a criação do programa, Bussunda continuou a atuar como cronista e jornalista independente. Por exemplo, ele colaborou com várias revistas esportivas, como Lance! e Placar. Ele também participou de campanha publicitária "Sou da Boa", da cerveja Antarctica.

## Vida pessoal
Casou-se em 1989 com a apresentadora Angélica Nascimento, com quem teve uma filha, Júlia, em 1993.

### Saúde
Conforme Marcelo Madureira, Bussunda mudou seus hábitos após o nascimento de sua filha, Júlia, passando a fazer exercícios físicos para tentar controlar a hipertensão sem o uso de remédios, mas ainda era obeso.

### Morte
Em 16 de junho de 2006, Bussunda e outros comediantes foram a uma cervejaria após o fim de uma gravação. Na volta, encontraram-se com alguns hóspedes americanos do hotel e jogaram uma partida de futebol. O humorista começou a se sentir mal durante a partida, pedindo para mudar de posição para o gol, afirmando não estar bem para jogar na linha. Ao ser questionado, atestou que as salsichas que comeu no mesmo dia não teriam feito bem ao seu estômago. O comediante entrou em seu quarto e passou mal até a manhã do dia seguinte, com princípio de infarto. Em 17 de junho, encontrou o fotógrafo Paulo Santos no refeitório do hotel por volta das 6 horas da manhã. Paulo notou Bussunda com uma aparência frágil e disse para o humorista que ele não parecia bem. O humorista teria dito que passou mal durante a noite mas não queria ser internado para não perder a Copa do Mundo (a Seleção Brasileira de Futebol jogaria no mesmo dia). Bussunda era hipertenso e teria esquecido os remédios para controlar a doença em casa. Após ser atendido pela equipe de paramédicos do hotel, o comediante sofreu uma parada cardíaca, e os profissionais não conseguiram reanimá-lo, mesmo depois de mais de uma hora tentando. Bussunda, então, faleceu em 17 de junho de 2006 em Vaterstetten, Alemanha, às 8h30, aproximadamente duas horas e meia depois de chegar ao refeitório. Ele estava a apenas oito dias de completar quarenta e quatro anos.
Em 18 de junho, Cláudio Besserman Vianna foi sepultado, no Cemitério de São João Batista, na capital fluminense. O velório ocorreu no Ginásio Hélio Maurício, dentro da sede do Clube de Regatas do Flamengo. Bussunda era sócio honorário do time, assíduo torcedor e sempre participando em campanhas publicitárias para ajudar o time do coração. O Flamengo, ao saber da morte do comediante, decretou luto oficial de três dias em homenagem ao humorista.
Enterrado como um "cristão", este fato gerou e ainda gera muitas controvérsias entre a comunidade judaica e a família do humorista, pois ele sempre reiterara que era judeu e influenciado pela religião e cultura judaica, tendo sido membro da Hashomer, da linha sionista-socialista. A comunidade judaica, através de José Roitberg, pronunciou-se dizendo:
| “ | Bussunda sempre se considerou judeu. Nos causou estranheza a nota do empresário dele, dizendo que Bussunda era um "judeu não praticante, por isso, não seria enterrado em um cemitério judaico". É uma asneira completa. | ” |

A edição do Jornal Nacional exibida no dia em que o humorista morreu mostrou as últimas gravações feitas por Cláudio, feitas no dia anterior. Elas foram novamente ao ar pelo Casseta e Planeta Urgente na semana seguinte como tributo ao humorista.

### Repercussão
O colega de programa Helio de la Peña chamou o amigo de gênio: "Ele era o ponto de equilíbrio do grupo. Não sabemos como vamos ficar sem ele".
Cláudio Manoel lamentou o ocorrido com o colega: "É difícil falar sobre este momento. Somos amigos de infância, moramos juntos, não consigo me lembrar de nenhum momento sem ele. É um tsunami. Estou soterrado".
Beto Silva também lamentou a morte do amigo: "Bussunda era uma pessoa do bem, um gênio, um grande amigo. É uma perda para o Brasil".
O então presidente brasileiro Luiz Inácio Lula da Silva disse, em nota, que "Bussunda era um grande artista, jovem símbolo da criatividade e irreverência brasileira".
Jogadores da Seleção Brasileira e o presidente da CBF, Ricardo Teixeira, manifestaram pesar pelo falecimento do humorista. O atacante Ronaldo expressou tristeza pela morte "de uma pessoa de quem tinha se tornado admirador", segundo o site da CBF. Bussunda morreu, por ironia, num momento em que se especulava sobre os problemas de saúde de Ronaldo, um dos personagens mais parodiados pelo comediante.

## Legado

### Homenagens
Bussunda foi homenageado pelo Casseta e Planeta Urgente no dia 20 de junho de 2006, três dias após seu falecimento. O programa exibiu os melhores momentos do humorista e bateu seu recorde de audiência, com 48 pontos no IBOPE em São Paulo.
A principal avenida da Vila do Pan, no Rio de Janeiro, onde foram realizados os Jogos Pan-Americanos de 2007, recebeu o nome "Cláudio Besserman Vianna", em homenagem ao humorista.
O humorista foi novamente homenageado no dia 17 de junho de 2016, exatamente 10 anos após seu falecimento, com uma pelada de futebol organizada no campo do Condomínio Esporte Clube, com a participação de ex-colegas de trabalho e ex-jogadores do Clube de Regatas do Flamengo, seu time do coração.

### Biografias
Quando Sérgio escreveu um texto em homenagem ao irmão para O Globo, "Bussunda Besserman Vianna", o jornalista Guilherme Fiuza se interessou por descobrir a história do humorista. Em maio de 2010, lançou o livro Bussunda: a Vida do Casseta, uma biografia sobre Bussunda que também contava a história dos outros membros do Casseta & Planeta.
Em 16 de junho de 2021, o serviço de streaming Globoplay lançou a série documental Meu Amigo Bussunda, dirigida por Claudio Manoel, Micael Langer e Júlia Besserman, sua filha. A série é um documentário sobre a vida e a trajetória de Bussunda, traçando sua biografia e seu legado para o humor e a sociedade brasileira.

## Imagem pública

### "Primeira morte"
Os próprios membros do Casseta & Planeta já haviam brincado com a morte do humorista, em 2003, numa piada noticiada na própria página oficial do grupo, três anos antes de ele falecer.
A reportagem trazia, além do "anúncio", uma entrevista post mortem com o humorista, realizada através da "brincadeira do copo", no qual o grupo, irreverentemente, brincava com o assunto, tabu para alguns, com Bussunda declarando que o paraíso "é maneiro. Se vocês soubessem como é, iam morrer de inveja". Bussunda não se incomodou em posar para uma foto dentro de um caixão.
A piada sobre a morte de Bussunda foi uma resposta do grupo ao boato espalhado pelo popular site humorístico Cocadaboa, que havia divulgado a morte do humorista no "Bolão Pé da Cova", seção do site na qual os participantes podem apostar em quais celebridades acham que não sobreviverão ao próximo ano.
Como mensagem final, Bussunda declarava, na entrevista, sempre irreverente, que "Agora que eu morri, vocês não precisam mais perder tempo assistindo ao programa, comprando livros e acessando o site... Vai todo mundo se f****!!!".
O mesmo Cocadaboa, dias depois, voltaria ao assunto, "denunciando" uma conspiração da Globo para "ocultar a morte" do humorista, enquanto o grupo se refazia e tentava se preparar para continuar o programa.

## Personagens

### Reais
- Luiz Inácio Lula da Silva
- Ronaldo
- Sérgio Chapeleta
- Diego Maradona
- Elefantinho
- Vera Fischer[45]
- Eurico Miranda
- Antônio Carlos Magalhães
- Anthony Garotinho
- Tim Maia
- Boris Iéltsin
- Jeca Camargo
- Dr. Sério de Mellado (paródia do personagem César de Mello, interpretado na novela por José Mayer em Mulheres Apaixonadas)
- Erik Ermo (paródia do personagem Cláudio Moretti, interpretado pelo ator Erik Marmo em Mulheres Apaixonadas)

### Fictícios
- Ulson Montanha: melhor amigo de Carlos Maçaranduba
- Marrentinho Carioca: um dos "astros" do Tabajara Futebol Clube que só sabia reclamar com seu bordão: ih, fala sério, aí![45]
- Seringueiro, que sempre aparecia no programa reclamando da "única piada de seringueiro do mundo" (que dizia que "seringueiro passa o dia inteiro no meio do mato "tirando leite do pau").
- Wladimir: protagonista de Casseta & Planeta: A Taça do Mundo É Nossa, é um estudante revolucionário socialista que arquiteta, junto a seus companheiros do PANAC, o roubo da Taça Jules Rimet, conquistada pelo Brasil na Copa do Mundo FIFA de 1970.
- Carcereiro Paquetá

## Obras
Estão incluídas aqui obras realizadas em conjunto com o Casseta & Planeta.

### Livros
Bussunda foi coautor dos livros coletivos do Casseta & Planeta e lançou dois livros solo: Bussunda na Copa (1994) e Alô, rapaziada (1995).

### Discos
- Preto com um Buraco no Meio - 1989
- Para Comer Alguém - 1994
- The Bost of Casseta & Planeta - 1999

### Shows
Uma lista incompleta:
- Casseta in Concert: Coral Coro de Pica - 1984
- Eu vou tirar você deste lugar - 1988
- Preto com um buraco no meio - 1989
- Casseta & Planeta Unfucked - 1996

### Filmes
- Casseta & Planeta: A Taça do Mundo É Nossa (2003) - Fez o papel de Wladimir Illitch Stálin Tsé Tung Guevarra (também conhecido como Frederico Eugênio)
- Casseta & Planeta: Seus Problemas Acabaram! (2006) - Último filme com o Casseta & Planeta. Lançado postumamente em 1º de setembro de 2006.
- Shrek (2001)[46] e Shrek 2 (2004) - Bussunda foi responsável pela voz do personagem principal na versão brasileira. O dublador Mauro Ramos, que assumiu o papel após o falecimento de Bussunda, revelou que já tinha gravado para o primeiro filme quando o humorista foi contratado, com seu áudio sendo usado de referência por Bussunda.[47]
- Zoando na TV (1999) - Fez o Papel de um Apresentador de TV com um programa chamado "Show do Bolão"
- Como Ser Solteiro (1998) - Ele mesmo

### Televisão
- Cabeça Feita - Anos 80 (apresentador e entrevistador)
- Wandergleyson Show - 1987 (redator)
- TV Pirata - 1988-1990 e 1992 (redator)
- Doris para Maiores - 1991 (redator e repórter)
- Casseta e Planeta Urgente - 1992-2006 (redator e ator)
- Caça Talentos - 1996 (Gênio Abudi Al Bazar)

### Jornais e revistas
- Casseta Popular - 1981 a 1992 (datilógrafo, secretário e editor)
- O Planeta Diário - 1984 a 1992 (colaborador)
- Casseta & Planeta (revista) - 1992 a 1995 (editor)
- O Estado de S. Paulo - Anos 90 (colunista do caderno Zap!)
- O Dia - 1989 a 1999 (cronista esportivo)
- Placar - 1995 a 1998 (cronista esportivo)
- Lance! - 2001 a 2006 (cronista esportivo)